# NGC 1095
NGC 1095 је спирална галаксија у сазвежђу Кит која се налази на NGC листи објеката дубоког неба.
Деклинација објекта је + 4° 38' 17" а ректасцензија 2h 47m 37,7s. Привидна величина (магнитуда) објекта NGC 1095 износи 13,4 а фотографска магнитуда 14,1. NGC 1095 је још познат и под ознакама UGC 2264, MCG 1-8-1, CGCG 415-8, IRAS 02450+0425, PGC 10566.